# الدوري المولدوفي الوطني 1993–94
الدوري المولدوفي الوطني 1993–94 هو الموسم 3 من الدوري المولدوفي الوطني. أقيم خلال الفترة 14 أغسطس 1993 وحتى 25 يونيو 1994، وأشرف على تنظيمه اتحاد مولدافيا لكرة القدم، وكان عدد الأندية المشاركة فيه 16، وفاز فيه زمبرو تشيسيناو.